# Dommer van Poldersveldt

Familiewapen van Dommer van Poldersveldt

Dommer van Poldersveldt is een Nederlands geslacht waarvan leden sinds 1818 tot de Nederlandse adel behoren en dat in 1991 uitstierf.

## Geschiedenis
De stamreeks begint met Jan Jansz. Pledtser, korenkoper op de Achterburgwal te Amsterdam die voor 20 februari 1561 overleed; zijn zoon wordt vermeld vanaf 1541. Een nazaat werd op 20 december 1743 door keizerin Maria Theresia in de adelstand verheven; deze Joannes Franciscus Dommers (1718-1760) was onder andere heer van Poldersveldt waarna zijn nageslacht zich Dommer van Poldersveldt ging noemen.
Een kleinzoon van de laatste, Gijsbert Jan Dommer van Poldersveldt, heer van Poldersveldt (1786-1844) werd bij KB van 16 december 1818 ingelijfd in de Nederlandse adel. Met een achterkleindochter van hem stierf het geslacht in 1991 uit.
In 1818 kocht Gijsbert Jan het Huis te Ubbergen, waar zijn nazaten tot 1868 bleven wonen.

## Enkele telgen
mr. Gijsbert Gerard Jacob Dommer, heer van Poldersveldt, Langenhagen, de Herdingh en Ten Bulcke (1745-1816), pensionaris van het land van Aalst, lid Wetgevend Lichaam
- jhr. Gijsbert Jan Dommer van Poldersveldt, heer van Poldersveldt (1789-1844), houtvester, in 1818 ingelijfd in de Nederlandse adel
  - jhr. Gustaaf Eugenius Gijsbert Constant Karel Dommer van Poldersveldt (1817-1862), lid van de Tweede Kamer
    - jhr. Gijsbert Jan Jacobus Josephus Maria Dommer van Poldersveldt (1846-1914), burgemeester van Groesbeek, lid van provinciale en gedepetuteerde staten van Gelderland

  - jhr. Franciscus August Jan Dommer van Poldersveldt (1820-1871), burgemeester van Ubbergen, lid provinciale staten van Gelderland
    - jhr. Jan Ysbrand Gijsbert Dommer van Poldersveldt (1852-1928), burgemeester van Ubbergen
    - jhr. Franciscus Carolus Victor Dommer van Poldersveldt (1863-1920), burgemeester van Noordwijkerhout, Princenhage en Ubbergen
      - jkvr. Maria Eugenia Johanna Beatrix Dommer van Poldersveldt (1900-6 juni 1991)
      - jkvr. Leontine Juliana Maria Dommer van Poldersveldt (1906-28 juli 1991), laatste telg van het adellijke geslacht